# جرة كنوبية

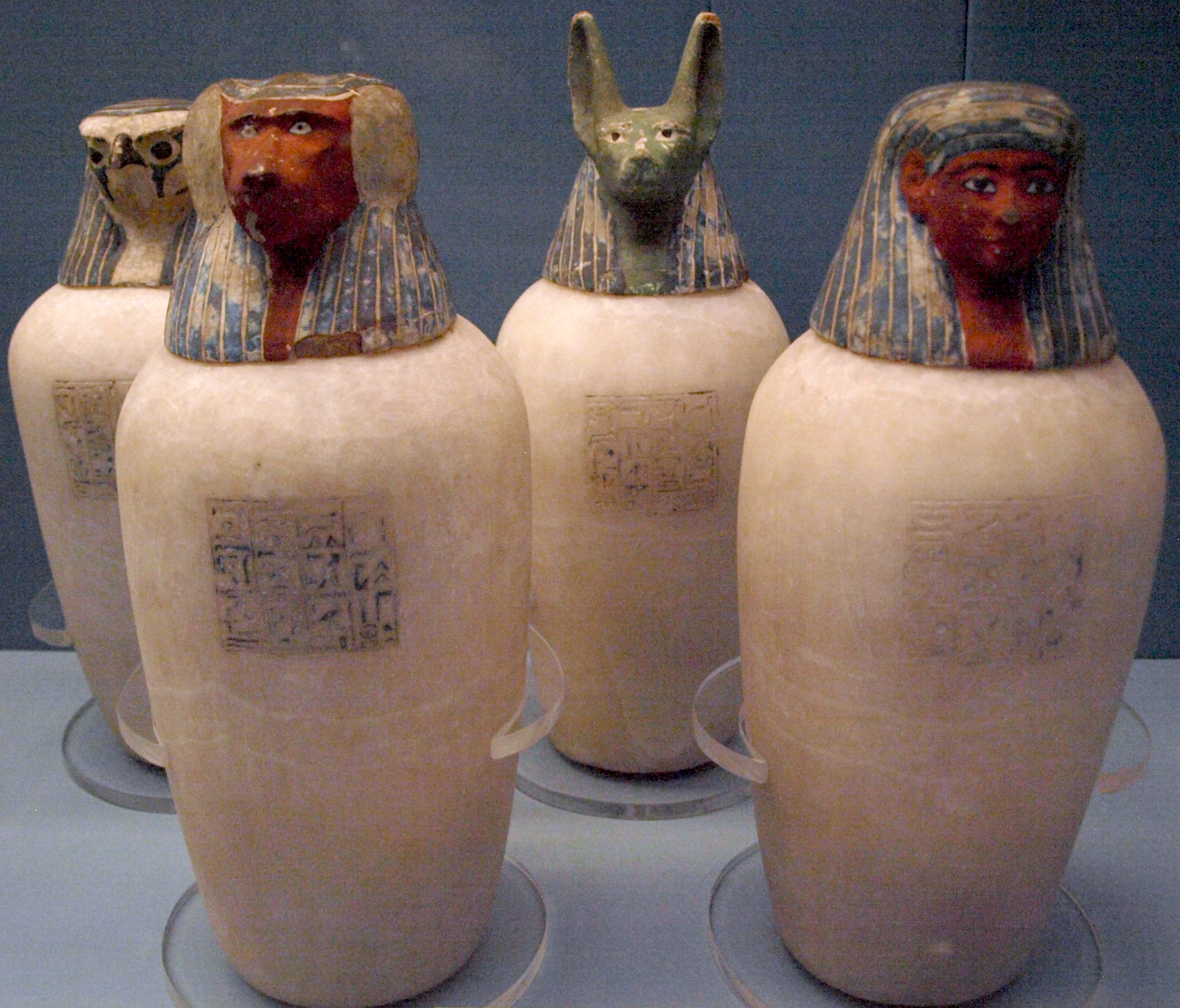
جرات كنوبية معروضة في المتحف البريطاني

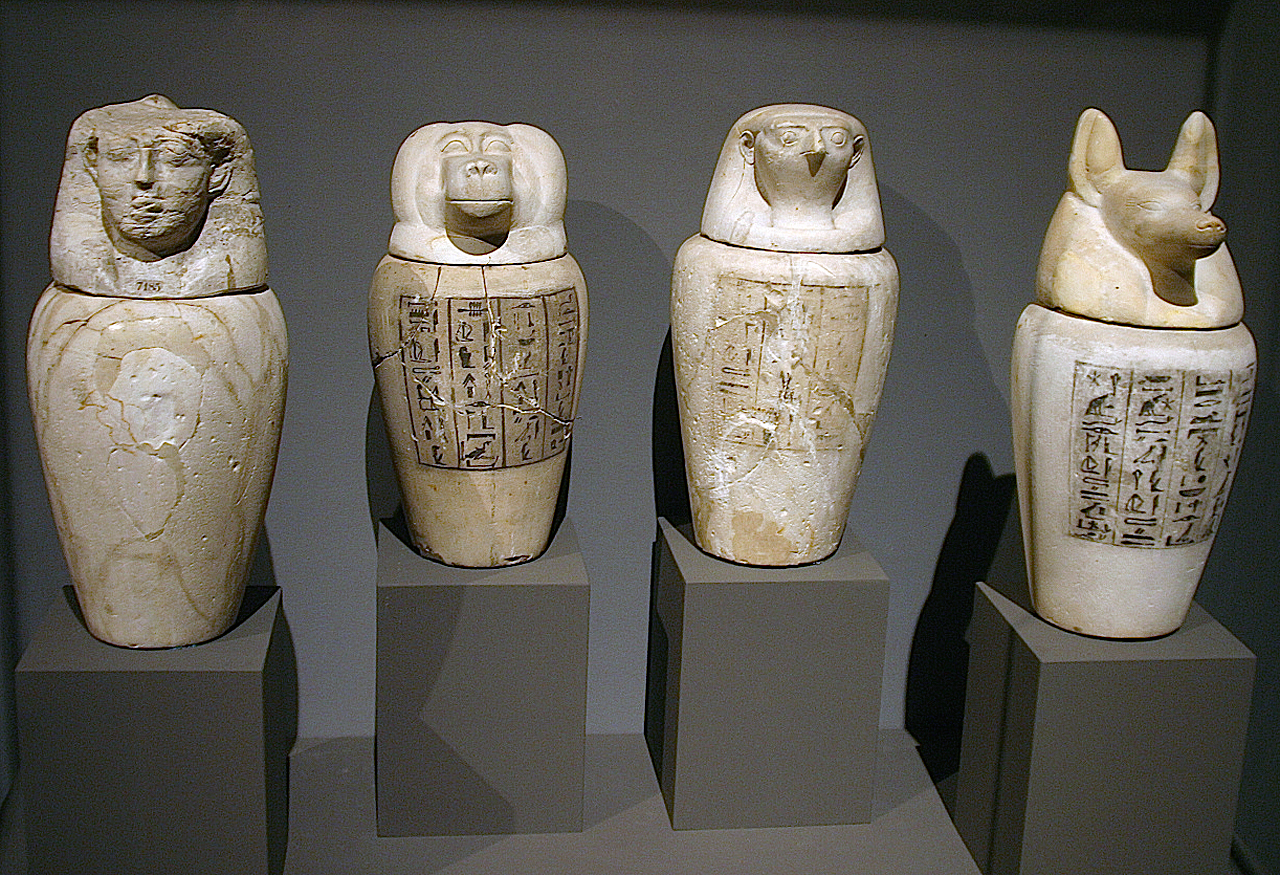
الجرات الكنوبية الأربعة: أمست وحابي وقبح سنوف ودواموتف من الأسرة 19 (المتحف المصري ببرلين)

الجرة الكنوبية أو خابية الموتى أو الأواني الكنوبية هي أوانٍ استخدمها القدماء المصريين خلال عملية التحنيط لتخزين وحفظ أحشاء الموتى للآخرة. كانت تصنع عادة من الحجر الجيري أو من الفخار. لم تكن الأحشاء كلها تحفظ في إناء كنوبي واحد، ولكن كان هناك 4 أوانٍ كنوبية، كل منها لحفظ عضو معين: المعدة، الأمعاء، الرئتين، الكبد. والتي كان يعتقد أن الميت سيحتاجها في الآخرة.
لم يكن هناك وعاء للقلب، حيث اعتقد المصريون أنه مقر الروح ولذلك كان يترك داخل الجسم.
تميزت الجرات الكنوبية في عصر الدولة القديمة بأنها كانت نادراً ما تُنقش، وكان لها غطاء عادي. في العصور الوسطى أصبحت النقوش أكثر شيوعاً، كما أصبحت أغطية الجرات على شكل رؤوس بشر. في الأسرة التاسعة عشر، صنعت أغطية الجرات الأربع بحيث أن كل منها يصور واحداً من أبناء حورس الأربعة، كحراس للأعضاء داخل الجرات.
تأخد الجرات الكنوبية شكل أبناء حورس الأربعة وهم..'حابي' لحراسة الرئتين و'امستي' لحراسة الكبد و'دوموتيف' لحراسة المعدة و'كبحسنوف'لحراسة الأمعاء، وكان هناك اعتقاد راسخ بأن الميت سيحتاج هذه الأحشاء في الآخرة فوجب الحفاظ عليها.
وتملأ الجرات بمواد تمنع تحللها، وتوضع ملازمة للأموات.